# فریدون ری‌پور
فریدون ری‌پور (متولد اردیبهشت ۱۳۱۷ در تهران - فوت: ۶ آذر ۱۳۸۰) فیلمبردار ایرانی است.

## زندگی هنری
نخستین بار با فیلمبرداری فیلم بی ستاره‌ها (خسرو پرویزی, ۱۳۳۸) کار خود را آغاز کرد و فیلمبردار بیش از ۲۵ فیلم سینمایی و تعداد بسیاری فیلم کوتاه و مستند بود. ری‌پور، برادر کوچک تر  بهرام ری‌پور، پیش از آن که کار خود را به عنوان فیلمبردار آغاز کند. از ۱۳۳۵ در زمینهٔ عکاسی فعالیت می‌کرد. او پس از بی ستاره‌ها، یک بار دیگر برای خسرو پرویزی فیلم زمین تلخ (۱۳۴۱) را فیلمبرداری کرد و قدرت الله احسانی و اصغر بیچاره در فیلمبرداری این فیلم با ری پور همکاری کردند. ری‌پور در دههٔ ۱۳۴۰ فیلمبردار بسیاری از فیلم‌های امین امینی بود و در ۱۳۴۶، فیلمبرداری اولین فیلم برادرش، سه جوانمرد، را بر عهده گرفت. آن دو سپس در فیلم جمعهٔ شیرین و نیز مستندهای فانوس خیال (دربارهٔ تاریخ سینمای ایران)، جوانان و ورزش، سازهای ایرانی و موزهٔ ایران باستان با یکدیگر همکاری کردند. ری پور دو فیلم معروف مهر گیاه و کندو (همراه با حمید مجتهدی) را برای فریدون گله فیلمبرداری کرد. در ۱۳۴۹ به دعوت وزارت فرهنگ و هنر با بسیاری از کارگردانان مطرح فیلم‌های مستند مثل سهراب شهیدثالث، منوچهر طیاب و هوشنگ شفتی همکاری داشت. وی در ۱۳۵۲ در پنجمین جشنوارهٔ سینمایی سپاس برای فیلمبرداری رنگی دو فیلم ایمان (حسین ترابی) و تهران ۵۱ (خسرو پرویزی) دیپلم افتخار گرفت و در بحبوحهٔ انقلاب همراه با کریم دوامی و علی صادقی فیلمبرداری فیلم مستند بلند برای آزادی (حسین ترابی) را بر عهده داشت. ری‌پور در دهه‌های ۱۳۶۰ و ۱۳۷۰ بسیار کم کار بود و آخرین کار او به عنوان مدیر فیلمبرداری ماه عسل (حجت الله سیفی، ۱۳۷۱) بود که فیلمبرداری آن را مسعود اللیاری بر عهده داشت.

## مدیر فیلمبرداری
- ۱ -  ماه عسل (۱۳۷۱)
- ۲ -  رانده شده (۱۳۶۸)
- ۳ -  مقاومت (۱۳۶۵)
- ۴ -  مهرگیاه (۱۳۵۴)
- ۵ -  مرد اجاره‌ای (۱۳۵۱)
- ۶ -  علی بابا و چهل دزد (۱۳۴۶)
- ۷ -  مرد ده میلیون تومانی (۱۳۴۴)

## فیلمبردار
- ۱ -  جمیل (۱۳۶۶)
- ۲ -  برای آزادی (۱۳۵۸)
- ۳ -  به امید دیدار (۱۳۵۴)
- ۴ -  کندو (۱۳۵۴)
- ۵ - آینه زمان (۱۳۴۹)
- ۶ -  جمعه شیرین (۱۳۴۹)
- ۷ -  کوچه مردها (۱۳۴۹)
- ۸ -  مرید حق (۱۳۴۹)
- ۹ -  بازی خطرناک (۱۳۴۸)
- ۱۰ - آلونک (۱۳۴۷)
- ۱۱ - بهرام شیردل (۱۳۴۷)
- ۱۲ - چهار درویش (۱۳۴۷)
- ۱۳ -  ریکاردو (۱۳۴۷)
- ۱۴ -  هفت دختر برای هفت پسر (۱۳۴۷)
- ۱۵ -  پسران علاءالدین (۱۳۴۶)
- ۱۶ -  سه جوانمرد (۱۳۴۶)
- ۱۷ -  گذشت بزرگ (۱۳۴۶)
- ۱۸ -  دو انسان (۱۳۴۵)
- ۱۹ -  سه بمب آتشین (۱۳۴۵)
- ۲۰ -  سه قهرمان (۱۳۴۵)
- ۲۱ -  ده سایه خطرناک (۱۳۴۴)
- ۲۲ -  شهر بزرگ (۱۳۴۴)
- ۲۳ -  شیطان سفید (۱۳۴۴)
- ۲۴ -  زنگ‌های خطر (۱۳۴۲)
- ۲۵ -  زمین تلخ (۱۳۴۱)
- ۲۶ -  بی ستاره‌ها (۱۳۳۸)